# ماتيا كاساني
ماتيا كاساني (بالإيطالية: Mattia Cassani)‏ (مواليد 26 أغسطس 1983 في بورغومانيرو - إيطاليا) لاعب كرة قدم إيطالي في مركز الظهير الأيمن. في عام 2006 لعب لنادي الدرجة الأولى باليرمو الإيطالي . وفي عام 2011 انتقل إلى نادي فيورنتينا .

## روابط خارجية
- ماتيا كاساني على موقع الاتحاد الدولي (مؤرشف)  (الإنجليزية)
- ماتيا كاساني على موقع الاتحاد الأوربي (الإنجليزية)
- ماتيا كاساني على موقع قاعدة بيانات كرة القدم.إي يو (الإنجليزية)
- ماتيا كاساني على موقع ناشيونال فوتبول تيمز (الإنجليزية)
- ماتيا كاساني على موقع Soccerway.com (الإنجليزية)
- ماتيا كاساني على موقع عالم كرة القدم.نت (الإنجليزية)
- ماتيا كاساني على موقع كووورة
- ماتيا كاساني على موقع AS.com (الإسبانية)